# Teatro dell'Opera di Dortmund
Il Teatro dell'Opera di Dortmund (tedesco:Opernhaus Dortmund) è il teatro dell'opera di Dortmund, in Germania, gestito dall'organizzazione del Teatro Dortmund. Nel 1966 fu inaugurato un nuovo teatro dell'opera, che sostituì una precedente struttura inaugurata nel 1904 e distrutta durante la prima guerra mondiale. Fu costruita sul vecchio sito della Vecchia Sinagoga, demolito dal governo locale nazista negli anni '30.
Gli architetti Heinrich Rosskotten e Edgar Tritthart hanno progettato la struttura modernista. Il design separa le funzioni del palcoscenico e le aree tecniche del Bühnenhaus (palcoscenico), dominato da linee rette, dall'auditorium sotto un tetto di cemento.

## Stagione di apertura
Il nuovo teatro fu inaugurato il 3 marzo 1966, come sede per opere, balletti, concerti e spettacoli teatrali che richiedevano un grande palcoscenico. Lo spettacolo inaugurale fu Il cavaliere della rosa di Richard Strauss, un'opera eseguita per la prima volta nel 1911, poco dopo la sua anteprima; Wilhelm Schüchter diresse la Dortmunder Philharmoniker. Teresa Żylis-Gara apparve come Ottaviana, insieme all'artista ospite Elisabeth Grümmer come Marschallin, Liselotte Hammes come Sophie e Kurt Böhme come Ochs. Nella parte restante della stagione, il Trovatore di Verdi, con Fedora Barbieri nei panni di Azucena, Il flauto magico di Mozart, Mathis der Maler di Hindemith e Der Zigeunerbaron di Johann Strauss.
I primi spettacoli teatrali nella cosiddetta Großes Haus in questo periodo furono Leben des Galilei di Brecht e Becket di Anouilh. Cosa insolita per l'era della cortina di ferro, il Volkstheater Rostock eseguì La persecuzione e l'assassinio di Jean-Paul Marat, rappresentato dalla compagnia filodrammatica dell'ospizio di Charenton sotto la guida del marchese de Sade di Peter Weiss.

## Personale amministrativo
Marek Janowski è stato Generalmusikdirektor dal 1973 al 1979, seguito da Moshe Atzmon (1996-2000), Anton Marik, Arthur Fagen e dal 2008 Jac van Steen. La Dortmunder Philharmoniker ha usato il teatro dell'opera per concerti fino al 2002.
Christine Mielitz è stata direttrice dell'opera del Teatro di Dortmund per la stagione 2002/2003.
Jens-Daniel Herzog è direttore d'opera dall'agosto 2011.

## Anteprime mondiali e repertorio
Nel 1967 Schüchter diresse la prima dell'opera Eli di Walter Steffens. La città di Dortmund commissionò il lavoro basato sul dramma di Nelly Sachs.
La struttura ha ospitato la prima rappresentazione dell'opera Sekunden und Jahre des Caspar Hauser di Reinhard Febel nel 1992 con Alexander Marco-Buhrmester come protagonista.
Pascal Paul-Harang produsse la seconda messa in scena dell'opera del Doctor Ox's Experiment di Gavin Bryars nel 1998, sotto la direzione di Alexander Rumpf (nato nel 1958).
Nel 2000 Michael Hofstetter diresse una produzione di Tristano e Isotta di Wagner.
L'Opera di Dortmund commissionò l'opera Wallenberg ad Erkki-Sven Tüür e diede il lavoro in anteprima il 5 maggio 2001 con la messa in scena di Philipp Kochheim e Alexander Rumpf come direttore.
Nel 2004 il Teatro Dortmund ha pianificato una nuova produzione de L'anello del Nibelungo di Wagner per commemorare il centenario del primo teatro dell'opera. La produzione iniziò con L'oro del Reno il 26 giugno 2005, con la regia di Christine Mielitz e diretto da Arthur Fagen e continuò con Sigfrido il 2 settembre 2006. Nell'aprile 2007 la compagnia eseguì il ciclo completo. Nel 2009 la Mielitz ha messo in scena Der junge Lord di Hans Werner Henze, diretto da Jac van Steen, nell'ambito del progetto Ruhr.2010 che nominò l'intera Ruhr Capitale europea della cultura di quell'anno.
Beverley Blankenship ha messo in scena Falstaff di Verdi a partire dall'11 aprile 2010, con Jac van Steen alla direzione e Jacek Strauch nel ruolo del protagonista.